# Callitettix versicolor
Callitettix versicolor är en insektsart som först beskrevs av Fabricius 1794.  Callitettix versicolor ingår i släktet Callitettix och familjen spottstritar. Inga underarter finns listade i Catalogue of Life.